# TWA-5 B
TWA-5 B — звезда, которая находится в созвездии Гидры на расстоянии приблизительно 176 световых лет от Солнца. Это коричневый карлик, обращающийся вокруг двойной звезды TWA-5, компоненты A и C которой имеют массы по 0,75 массы Солнца каждый. TWA-5 B обращается вокруг этой двойной системы с периодом около 900 лет на расстоянии около 110 а. е.
TWA-5 B имеет массу от 15 до 40 масс Юпитера и температуру около 2500 кельвинов. Объект представляет большой интерес для астрономов: это несформировавшаяся звезда, которая всё ещё продолжает сжатие.
Звезда также принадлежит звёздной ассоциации TW Гидры.